# Longwy
Longwy je město ve francouzském regionu Grand Est. V roce 2013 v něm žilo 14 092 obyvatel. Město leží nedaleko hranice s Belgií a Lucemburskem, protéká jím řeka Chiers.
Název města pochází z latinského výrazu longus vicus — dlouhá ves. Německá podoba jména zní Langich. Obyvatelům města se říká Longoviciens.
Hradiště na kopci Titelberg existovalo už v římských dobách, první písemná zmínka o městě pochází z roku 1292, kdy se stalo součástí Barského vévodství. Po třicetileté válce město zabrala Francie a v městské části Longwy-Haut vznikla pohraniční pevnost, kterou projektoval Sébastien Le Prestre de Vauban. V roce 1871 patřilo k menší části Lotrinska, kterou nezabrali Němci. Roku 1880 byla založena firma těžící a zpracovávající zdejší ložiska železné rudy. Za první i druhé světové války bylo Longwy okupováno Německem. Město se rozvíjelo jako středisko těžkého průmyslu, v šedesátých letech zde žilo přes dvacet tisíc lidí, od té doby vzhledem k hospodářskému útlumu počet obyvatel klesá.
Longwy je proslulé výrobou fajánse, která má tradici od roku 1798.